# Iberia (Misuri)
Iberia es una ciudad ubicada en el condado de Miller en el estado estadounidense de Misuri. En el Censo de 2010 tenía una población de 736 habitantes y una densidad poblacional de 322,56 personas por km².

## Geografía
Iberia se encuentra ubicada en las coordenadas 38°5′19″N 92°17′46″O / 38.08861, -92.29611. Según la Oficina del Censo de los Estados Unidos, Iberia tiene una superficie total de 2.28 km², de la cual 2.28 km² corresponden a tierra firme y (0%) 0 km² es agua.

## Demografía
Según el censo de 2010, había 736 personas residiendo en Iberia. La densidad de población era de 322,56 hab./km². De los 736 habitantes, Iberia estaba compuesto por el 95.79% blancos, el 0.82% eran afroamericanos, el 1.09% eran amerindios, el 0% eran asiáticos, el 0% eran isleños del Pacífico, el 0.68% eran de otras razas y el 1.63% pertenecían a dos o más razas. Del total de la población el 2.99% eran hispanos o latinos de cualquier raza.